# رایانه آتاناسف-برری

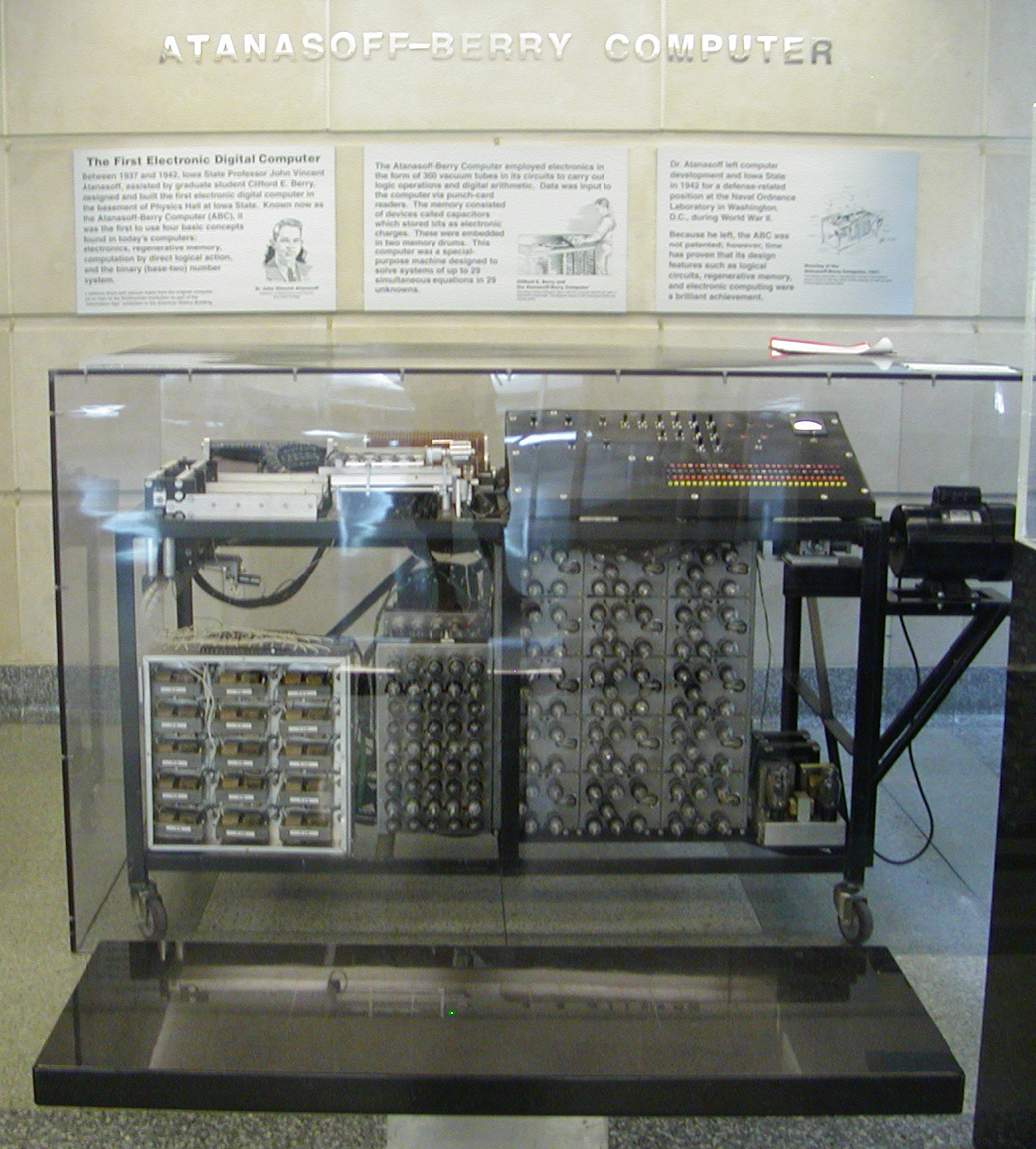
ماکت رایانه آتاناسف–بری در دورهام مرکز دانشگاه ایالتی آیووا

رایانه آتاناسف–برری (به انگلیسی: Atanasoff–Berry computer) (اختصاری ABC)، اولین رایانه لامپ خلأ است. ABC اولویت مورد بحث در میان مورخان تکنولوژی رایانه به دلیل آن بود نه برنامه‌ریزی و نه تورینگ کامل.
در سال ۱۹۳۷، این دستگاه توسط استاد ریاضیات و فیزیک ایالت آیووا کالج جان آتاناسف با کمک دانشجو فارغ التحصیلش کلیفورد بری ساخته شد. این دستگاه فقط برای حل سیستم معادلات خطی طراحی شده بود و با موفقیت در سال ۱۹۴۲ آزمایش شد. اما واسط آن و در نتیجه مکانیزم ذخیره‌سازی دستگاه یک کارت کاغذی نویسنده/خواننده شد که کامل نبود و زمانی که جان آتاناسف کالج ایالت آیووا را برای خدمت در جنگ جهانی دوم تکلیف ترک کرد، پیشرفت و ادامه کار بر روی دستگاه متوقف شد. ABC پیشگام عناصر مهم محاسبات مدرن از جمله حساب دودویی و عناصر سوییچینگ الکترونیکی شد  اما آن منظور خاص و ضعف عدم تغییرپذیری برنامه ذخیره شده آن را از رایانههای مدرن تمایز می‌دهد. این رایانه در سال ۱۹۹۰ به عنوان یک نقطه عطف IEEE تعیین شد.